# Калим
Калим (тур. kalym ili kalyn) у разним турским језицима откупна цена коју је младожења плаћао за невесту њеним родитељима или родбини. На тај начин жена је постала власништво мужа. Сиромашни, који нису могли платити калим, крали су девојке што је доводило до крвавих обрачуна. Калим је уобичајен код свих турских народа.